# Impero Toucouleur
L'Impero Toucouleur, noto anche come Califfato della Tijaniyya (in arabo: الخلافة التجانية), Sultanato Tukulor (in arabo: سلطنة توكولير), Stato della Jihad Tijaniyya, Segu Tukulor, fu fondato a metà del XIX secolo da Omar Tall, appartenente all'etnia senegalese toucouleur.

## Storia

### Omar Tall

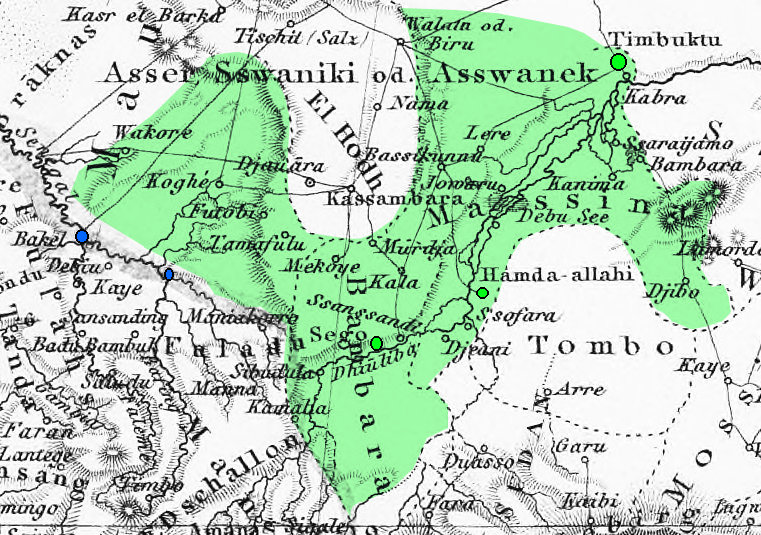
Carta tedesca che mostra gli Stati esistenti prima dell'ascesa di Omar Tall. In verde l'impero Toukouleur nel 1861. Le capitali conquistate sono indicate in verde, le fortezze francesi in blu.

Fondatore dell'impero fu Omar Tall. Tornato dal ḥajj nel 1836 con il titolo di califfo della confraternita Tijaniyya del Sudan, Omar Tall, dopo un soggiorno a Sokoto, si trasferì negli anni 1840 nella regione di Futa Jalon (nell'attuale Guinea). Qui completò un'importante opera sull'erudizione tijaniyya. In seguito iniziò a concentrarsi sull'arte militare con il progetto di conquistare all'Islam nuovi territori. Omar Tall riuscì a riunire un grande esercito di fulani e di seguaci toucouleur e sconfisse lo Stato di Tamba (1852), il regno di Kaarta (1855), l'impero Bamana (1861), l'impero di Masina (1862) e Timbuctù (1863).

### Le conquiste di Omar Tall
Impadronitosi di diverse città, Omar Tall costruì una tata (fortificazione) nei pressi della città di Kayes. Conquistò quindi la regione del Bambouk e, nell'aprile 1855, la capitale di Kaarta, Nioro du Sahel, che divenne la sua capitale.
Successivamente si diresse a ovest verso gli Stati di Futa Toro, Gajaaga (Galam) e Bundu. Questo lo portò in conflitto con i francesi, che cercavano di stabilire la loro supremazia commerciale lungo il fiume Senegal. Nel 1860 stipulò con i francesi un trattato, che riconosceva la sfera d'influenza di Omar Tall nel Futa Toro e assegnava ai francesi gli Stati bambara di Kaarta e Segu.
Dopo la decisiva vittoria nella battaglia di Segu del 10 marzo 1861, fece della città di Segu la capitale del suo impero. Insediato il figlio Ahmadu Tall come faama di Segu, Omar Tall marciò lungo il fiume Niger per attaccare l'impero Masina, che aveva la propria capitale nella città di Hamdullahi. Si trattò di un'azione controversa, poiché l'impero Masina era governato da un musulmano. Più di 70.000 persone morirono nelle battaglie che seguirono. La più decisiva fu quella di Cayawel, nella quale Ahmadu III, il re di Masina, rimase ferito. Alla rapida caduta della città di Djenné, seguì quella di Hamdullahi, nel maggio del 1862. Ben presto nelle terre di Masina scoppiò una ribellione guidata da Ba Lobbo. Nella primavera del 1863 Omar Tall rioccupò Hamdullahi, dove nel mese di giugno il suo esercito fu posto sotto assedio dalle forze di Ba Lobbo, che riconquistò la città nel febbraio 1864. Omar Tall riuscì a fuggre, ma fu ucciso poco dopo.

### Ahmadu Alto e il declino
Alla morte di Omar Tall, suo nipote, Tidiani Tall, contese la successione ad Ahmadu Tall, continuò la guerra nel Massina e installò la sua capitale a Bandiagara. Ahmadu Tall continuò a regnare a Segu: la sua attività di governo consisteva in gran parte nel reprimere le ribellioni nelle città vicine, nel litigare con i suoi fratelli e nel combattere per centralizzare l'impero contro l'opposizione dell'aristocrazia fulani. A tal fine cercò di creare una base di sostegno tra i bambara nativi di Segu{.
I francesi continuarono a espandersi. Nel 1891 catturarono Nioro du Sahel e respinsero Ahmadu Tall fino a Bandiagara. Nel 1893 i francesi posero fine all'impero e mandarono Ahmadu Tall in esilio a Sokoto.

## Governo
Almeno a partire dal regno di Ahmadu Tall, il governo dell'impero Toucouleur era altamente strutturato, con governatori delle varie province affiancati da qadi, comandanti militari ed esattori, tutti nominati dal khalifa. I ministri con sede a Segu gestivano vari portafogli come la giustizia, la flotta sul fiume Niger, il tesoro pubblico, le relazioni con gli europei e le altre potenze straniere e il commercio. L'esercito era professionalizzato e gerarchico, con un nucleo di guardie del corpo (sofa), e controllava la maggior parte del bilancio dello Stato.
Uno degli obiettivi principali del governo era quello di unificare la popolazione dello Stato sotto la bandiera dell'Islam. A tal fine, la giustizia e l'islamizzazione erano gestite da un corpo di qadi e di marabutti. Lo Stato era finanziato da imposte dirette religiose e secolari, oltre che da dazi doganali sul commercio.

## Eredità
Un'ampia fascia di territorio del Sahel che un tempo comprendeva l'impero Toucouleur è oggi musulmana grazie alle campagne di Omar Tall.